# Poaephyllum pauciflorum
Poaephyllum pauciflorum är en orkidéart som först beskrevs av Joseph Dalton Hooker, och fick sitt nu gällande namn av Henry Nicholas Ridley. Poaephyllum pauciflorum ingår i släktet Poaephyllum och familjen orkidéer. Inga underarter finns listade i Catalogue of Life.